# Scathophaga intermedia
Scathophaga intermedia är en tvåvingeart som först beskrevs av Walker 1849.  Scathophaga intermedia ingår i släktet Scathophaga och familjen kolvflugor. Inga underarter finns listade i Catalogue of Life.